# Stanisław Klucki
Stanisław Klucki (ur. w 1827 w Cieszynie, zm. 26 sierpnia 1897 w Kozach) – major Armii Austro-Węgier, właściciel ziemski, poseł na Sejm Krajowy Galicji V kadencji, poseł do Rady Państwa.

## Życiorys
Ukończył gimnazjum w Cieszynie i szkołę kadetów, a następnie wstąpił do 58 Pułku Piechoty, gdzie kolejno awansował na podporucznika (1849), porucznika (1854), dochodząc do stopnia kapitana (1857). Wziął udział w wojnie prusko-austriackiej, walcząc na froncie włoskim. Po kampanii włoskiej w 1866 przeszedł w stan spoczynku, w 1892 awansowany do stopnia majora.
Osiadł w Kozach, majątku żony. Był z nią właścicielem majątku w i pałacu w Kozach. Członek  Rady Powiatowej (1877-1890) i prezes Wydziału Powiatowego (1880-1890) w Białej. 
Poseł na Sejm Krajowy Galicji V kadencji (15 września 1883 - 26 stycznia 1889), wybrany w IV kurii (gmin wiejskich) z okręgu wyborczego nr 72 Kęty-Biała-Oświęcim Poseł do austriackiej Rady Państwa VI kadencji (5 grudnia 1882 - 23 kwietnia 1885), VII kadencji (22 września 1885 - 23 stycznia 1891) i VIII kadencji (9 kwietnia 1891 - 22 stycznia 1897) wybierany w kurii I (wielkiej własności) z okręgu wyborczego nr 2 (Wadowice-Biała-Żywiec-Myślenice). Pierwszy raz wybrany w wyborach uzupełniających po zrzeczeniu się mandatu przez Władysława Hallera. Członek grupy posłów konserwatywnych Koła Polskiego w Wiedniu
Pochowany w kaplicy grobowej rodziny Czeczów ma cmentarzu parafialnym w Kozach.

## Rodzina
Był synem Ludwika Ernesta Kluckiego cieszyńskiego adwokata i burmistrz miasta, bratem Sobiesława, jego siostra wyszła za mąż za niemieckiego posła z Moraw Augusta Weebera. Ożenił się z Malwiną z Humborgów (1834–1887), córką kupca i finansisty Karola Humborga. Mieli jedną córkę Wilhelminę Augustę (ur. 1862), która wyszła za mąż za kuzyna Hermana Czecz de Lindenwalda. 